# Mnisi Ostrów
Mnisi Ostrów – wyspa odrzańska w Dolinie Dolnej Odry w granicach administracyjnych miasta Police. Wyspa otoczona jest odnogami Odry: Domiążą i Wietliną. W rejonie południowego krańca wyspy rozpoczyna się odcinek Odry – Domiąża.
Obszar wyspy jest objęty granicami obszaru Ujście Odry i Zalew Szczeciński sieci Natura 2000.
Nazwę Mnisi Ostrów wprowadzono urzędowo w 1949 roku, zastępując poprzednią niemiecką nazwę Mönch Werder.